# Stenocercus crassicaudatus
Stenocercus crassicaudatus este o specie de șopârle din genul Stenocercus, familia Tropiduridae, descrisă de Tschudi 1845. A fost clasificată de IUCN ca specie vulnerabilă. Conform Catalogue of Life specia Stenocercus crassicaudatus nu are subspecii cunoscute.

## Galerie

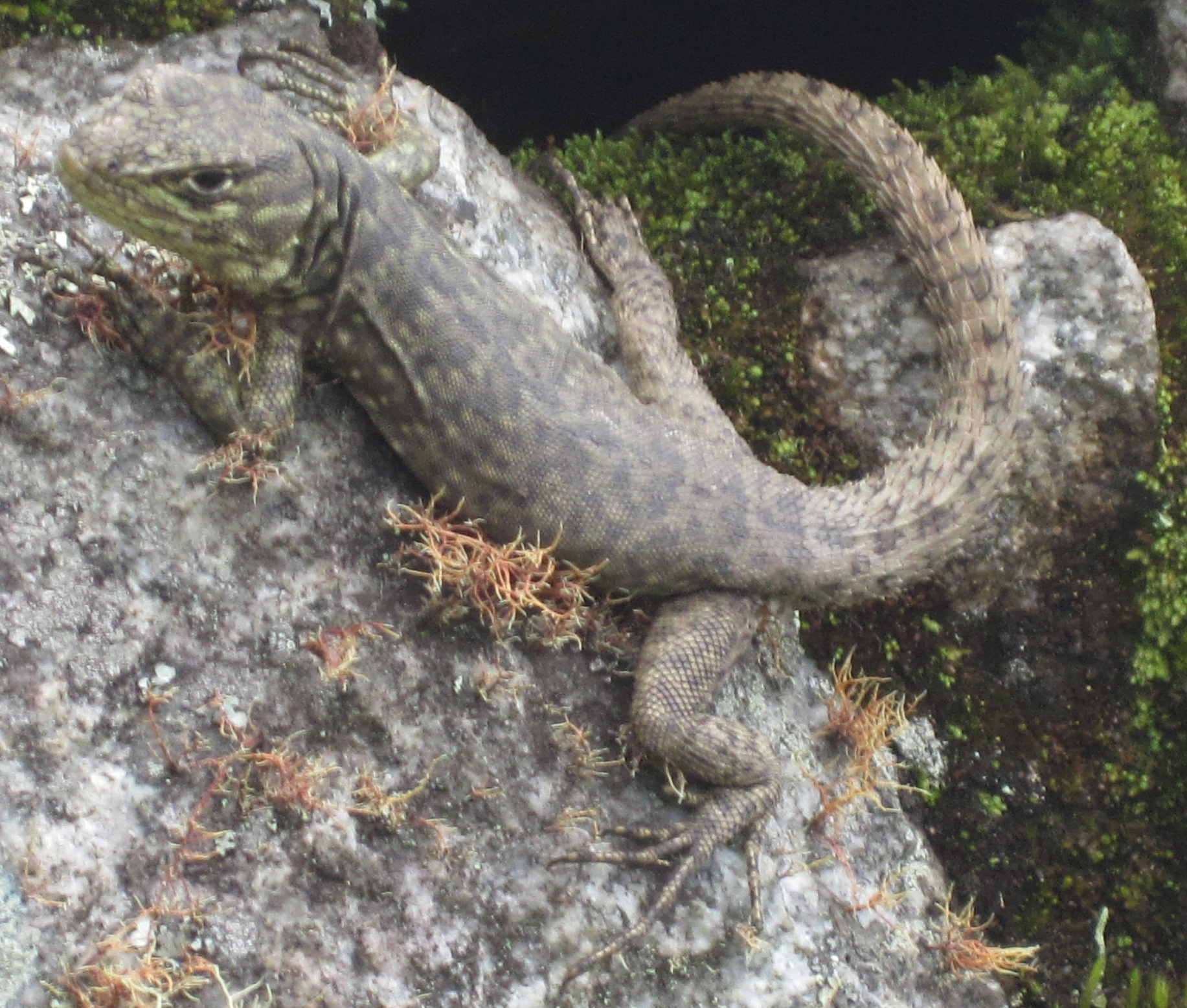
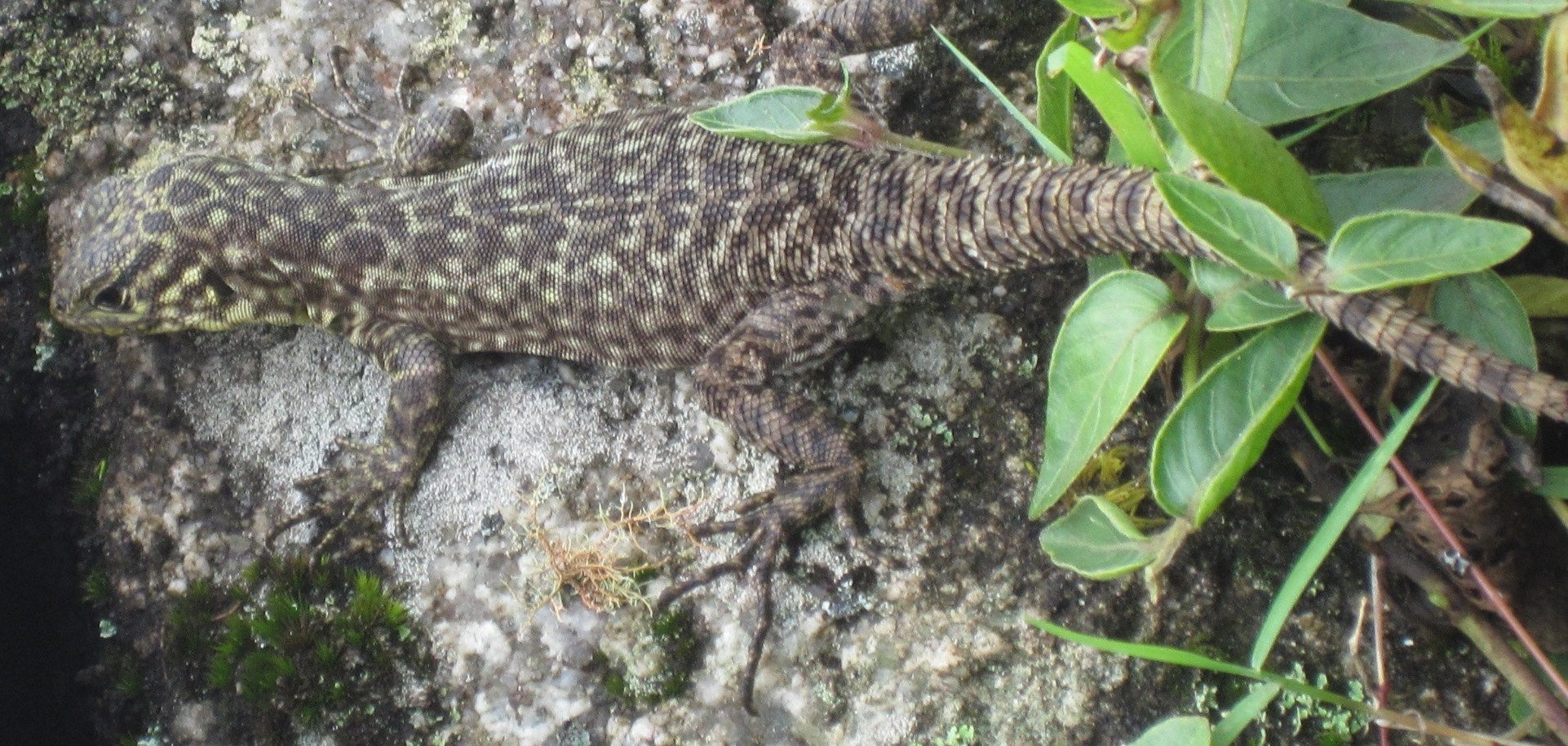